# Abato

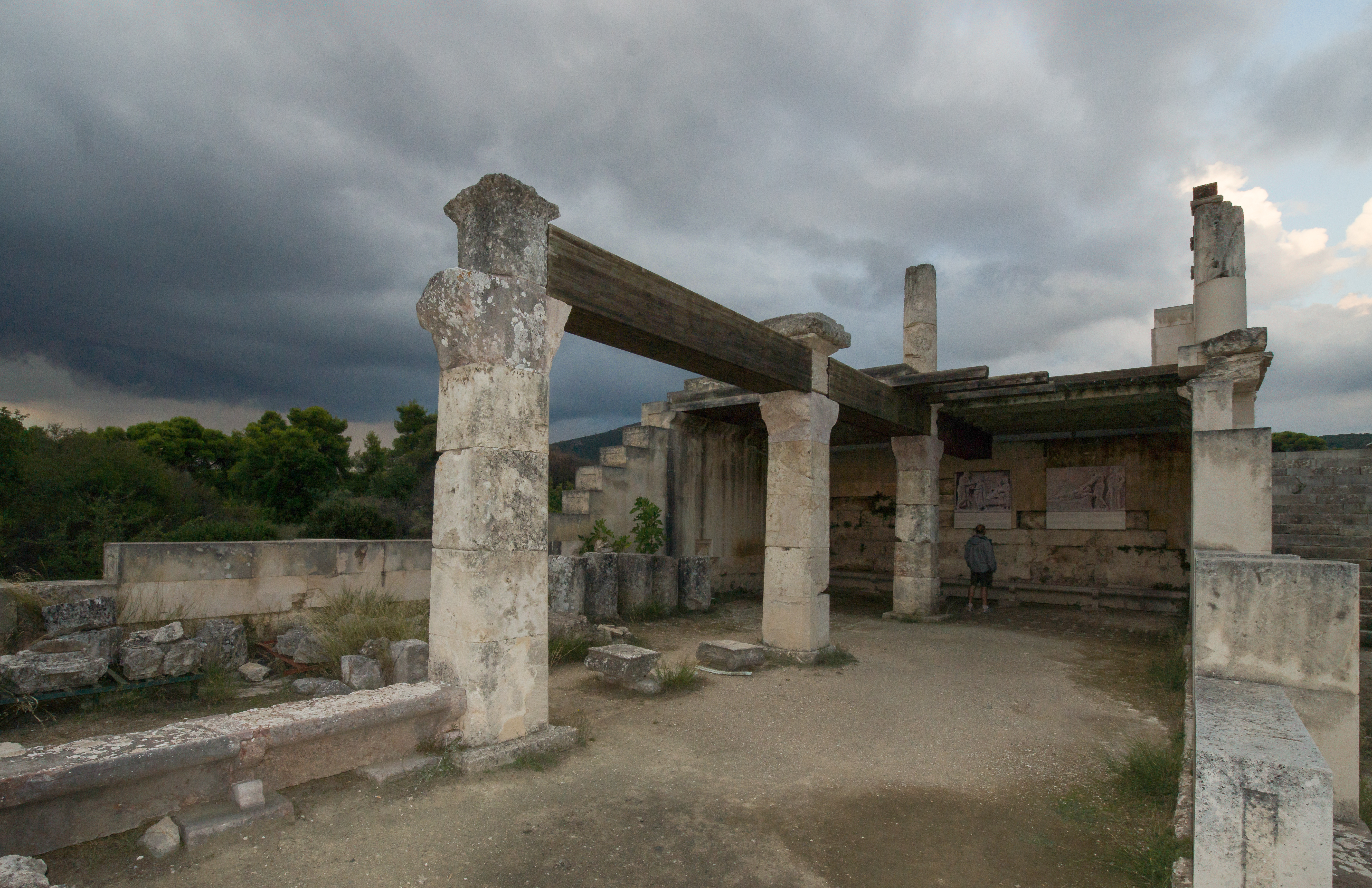
L’abato di Epidauro

L'abato (àbato; dal greco τὸ ἄβατον / tò ábaton, «luogo inviolabile», neutro sostantivato dell'aggettivo ἄβατος / ábatos, «inaccessibile») è, nel mondo greco antico, una parte del tempio o di un luogo sacro, l'accesso del quale è interdetto ai profani.
Nel santuario di Asclepio a Epidauro l'abato è il dormitorio nel quale i malati attendono il miracolo guaritore.
A Rodi era stata eretta la sepoltura monumentale di Artemisia II per commemorare il suo successo nel farsi signora dell'isola. Dopo aver riconquistato la propria libertà, i rodiesi la resero inaccessibile, da cui il successivo nome di ἄβατον.
Nell'Egitto antico è attestato un santuario sull'isola di Bigeh, vicino alla prima cateratta del Nilo, presso l'isola di File. Secondo la tradizione nel santuario erano conservate le spoglie di Osiride. L'accesso al santuario era riservato unicamente ai sacerdoti incaricati del rito e per questo motivo era denominato ábaton.